# Tautoneura klara
Tautoneura klara är en insektsart som beskrevs av Irena Dworakowska 1981. Tautoneura klara ingår i släktet Tautoneura och familjen dvärgstritar. Inga underarter finns listade i Catalogue of Life.